# Jørgen Ægidius
Jørgen Ægidius (født 4. juli 1927 i København, død 30. maj 2019 i Aabenraa) var en tidligere dansk håndboldspiller, som spillede den største del af sin seniortid i Århus KFUM i årene 1948-1957.
I 1950 blev han Århus KFUMs første landsholdspiller, da han fik en enkelt landskamp for Danmark i en kamp mod Island, hvor han scorede 2 mål.
Da VRI's damer i 1952 vandt sit eneste DM var det med Jørgen Ægidius som træner.

## Eksterne links
- Arosfame.dk – Jørgen Ægidius (Webside ikke længere tilgængelig)
- Håndbold info – Herre A-landsholdspillere – Jørgen Ægidius Arkiveret 17. marts 2016 hos  Wayback Machine